# カウボーイ (カクテル)
カウボーイ（英: The Cowboy Cocktail、英: Cowboy）は、ウイスキーと生クリームを使ったカクテル。
甘さはないが、まろやかさとコクのある味わいが特徴。

## レシピの例
『サヴォイ・カクテル・ブック』掲載のレシピを以下に挙げる。
材料
- ウイスキー - 2/3
- 生クリーム - 1/3

作り方
1. 氷と共に材料をシェイクし、カクテルグラスに注ぐ。

砂糖を加える、生クリームを牛乳に変えるといったアレンジもある。また牛乳を使用する場合はシェイクではなく、ステアでも作れる。

## 備考
Cowboy CocktailまたはCowboy's Cocktailで、ウイスキーのストレートを指すことがある。